# آمامبی
آمامبی (به پرتغالی: Amambai) یک منطقهٔ مسکونی در برزیل است که در ماتوگروسو جنوبی واقع شده‌است. آمامبی ۴٬۲۰۲ کیلومتر مربع مساحت و ۳۹٬۸۲۶ نفر جمعیت دارد.